# Троил

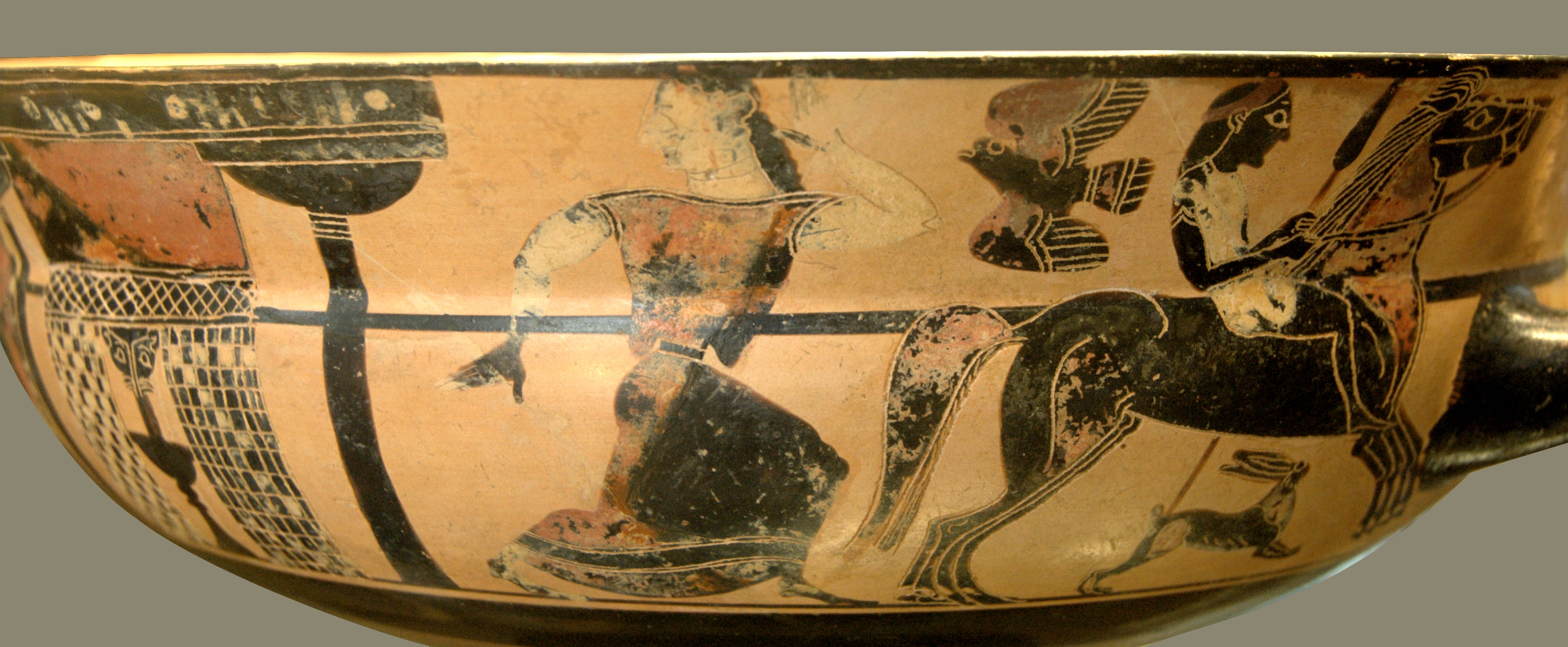
Троил и Поликсена спасаются бегством, преследуемые Ахиллом. Рисунок на древнегреческой чернофигурной вазе, VI век до н. э. Париж, Лувр

Троил (др.-греч. Τρωΐλος) — в древнегреческой мифологии троянский царевич, сын Приама и Гекубы, участник Троянской войны. В «Илиаде» упомянут как убитый.
Именуется либо сыном Аполлона, либо возлюбленным Аполлона. Согласно Ликофрону, Ахилл был влюблён в него.
Убит Ахиллом в начале Троянской войны, по одному рассказу, когда тот вышел к ручью напоить коней. Ахилл подстерег Троила из засады и убил его в храме Аполлона Фимбрейского (по Аполлодору, в начале войны; или Ахилл взял его в плен и велел задушить). По другому рассказу, когда он упражнялся в верховой езде за стенами города, Ахилл смертельно ранил его.

## Последующая традиция
Изображён на картине в храме Юноны. Действующее лицо трагедии Фриниха «Троил», Софокла «Троил». Мотив любви Троила и Крессиды использовали Джефри Чосер в поэме «Троил и Крессида», Уильям Шекспир в трагедии «Троил и Крессида».
В честь Троила назван астероид (1208) Троил, открытый 31 декабря 1931 года немецким астрономом Карлом Вильгельмом Рейнмутом в обсерватории Хайдельберг-Кёнигштуль,